# Kanton Denain
Kanton Denain is een kanton van het Franse Noorderdepartement. Het kanton maakt deel uit van het arrondissement Valenciennes. Bij de herindeling van de kantons in 2015 is dit kanton behouden en aangevuld met 13 gemeenten uit kanton Bouchain. De gemeenten Haveluy en Hélesmes werden overgeheveld naar respectievelijk kanton Aulnoy-lez-Valenciennes en kanton Saint-Amand-les-Eaux

## Gemeenten
Het kanton Denain werd gecreëerd in 1886 door afsplitsing van het kanton Kanton Bouchain. Tot 2014 omvatte het de volgende gemeenten:
- Abscon
- Denain (hoofdplaats)
- Douchy-les-Mines
- Escaudain
- Haveluy
- Hélesmes
- Wavrechain-sous-Denain

Vanaf 2015 zijn dat:
- Abscon
- Avesnes-le-Sec
- Bouchain
- Denain (hoofdplaats)
- Douchy-les-Mines
- Émerchicourt
- Escaudain
- Hordain
- Lieu-Saint-Amand
- Lourches
- Marquette-en-Ostrevant
- Mastaing
- Neuville-sur-Escaut
- Noyelles-sur-Selle
- Rœulx
- Wasnes-au-Bac
- Wavrechain-sous-Denain
- Wavrechain-sous-Faulx